# Frank Finlay
Francis "Frank" Finlay CBE (Lancashire, Inglaterra; 6 de agosto de 1926 - 30 de enero de 2016) fue un actor de cine, teatro y television británico.

## Biografía
Fue educado en la St. Gregory Great School y aprendió para carnicero como su padre, ganando un diploma de gremios del comercio. Conoció a su futura esposa, Doreen Pastor, cuando ambos eran miembros del Little Theatre Farnworth. Vivieron en Shepperton, Middlesex, hasta la muerte de ésta en 2005.
Se ha destacado principalmente en la escena teatral, aunque ha tenido interpretaciones en cine, donde ha aparecido desde principios de los años  1960. Fue nominado al Óscar por su interpretación de Yago en la versión de Otelo (1965) basada en la producción del Teatro Nacional de Gran Bretaña, donde actuó junto a Laurence Olivier. 
Sus películas más conocidas son El día más largo (1962), Las sandalias del pescador (1968), Cromwell (1970), La chiave (1983), Lifeforce (1985), El pianista (2002) y las tres entregas de Los tres mosqueteros (1973-74-89).

## Premios y distinciones
Premios Óscar
| Año  | Categoría              | Película | Resultado |
| ---- | ---------------------- | -------- | --------- |
| 1966 | Mejor actor de reparto | Otelo    | Nominado  |

Premios Globo de Oro
| Año  | Categoría              | Película | Resultado |
| ---- | ---------------------- | -------- | --------- |
| 1966 | Mejor actor de reparto | Otelo    | Nominado  |

Premios BAFTA
| Año  | Categoría                 | Película                                                       | Resultado |
| ---- | ------------------------- | -------------------------------------------------------------- | --------- |
| 1983 | Mejor actor de reparto    | The Return of the Soldier                                      | Candidato |
| 1973 | Mejor actor de televisión | Las aventuras de Don Quixote Candide La muerte de Adolf Hitler | Ganador   |
| 1971 | Mejor actor de televisión | Casanova                                                       | Nominado  |
| 1965 | Mejor actor revelación    | Otelo                                                          | Nominado  |

Festival Internacional de Cine de San Sebastián
| Año  | Categoría                      | Película | Resultado |
| ---- | ------------------------------ | -------- | --------- |
| 1966 | Concha de Plata al mejor actor | Otelo    | Ganador   |